# Niels Erik Rosenfeldt
Niels Erik Rosenfeldt, född 1941 i Köpenhamn, är en dansk historiker, som i synnerhet har studerat Sovjetunionens historia och skrivit en biografi över Josef Stalin. Han är filosofie doktor och har varit lektor i östeuropahistoria vid Köpenhamns universitet. Han var 1986–1995 ledamot av danska regeringens Säkerhets- och nedrustningspolitiska utskott (SNU) och satt 1995–1999 i styrelsen för Dansk Udenrigspolitisk Institut (DUPI).
I sin bok om Ryssland pekar den svenske historikern Kristian Gerner ut, att Rosenfeldt betraktar Sovjet-systemet som helt rationellt, men inte som stat utan som en gangsterorganisation.